# شهر شاد
شهر شاد (انگلیسی: Happy Town) یک برنامه تلویزیونی درام آمریکایی است که از شرکت پخش رسانه‌ای آمریکا پخش شد.